# 哇哩咧
「哇哩咧」一詞是在台灣社會所創始的流行語言，（又作哇哩嘞、哇哩列等均同義）意指一種驚訝或驚奇、奇特的事情發生時所脫口而出的俚語、表示語氣的字囊。「哇哩咧」一詞在修辭學上屬於驚嘆詞(感嘆詞)，基本上字根是由台語「我你」(guá lí)的音譯白字演變。

## 起源
在台灣，「哇哩咧」一詞的創始者已不可考，源自於台語。最早在1970年代有「哇塞」、「哇噻」（台語「我使⋯⋯」）的音譯白字出現。在2001年出現此流行語言的說法。其念法為「ㄨㄚ ㄌ一 ㄌㄟ」。當時「哇哩咧」與「ㄅㄧㄤˋ」、「酷斃了」等流行語同時出現，隨後便有許多廣告業者、書籍封面、電視媒體和網際網路上也都用此詞作為標題或主打句子。自此「哇哩咧」在台灣社會的次文化上逐漸興盛。同時也有移用到其他國家的現象。
「哇哩咧」有時用在訝異、帶有一點負面、又想表示風趣的感覺，例如，聽到有人打架，可能不會太驚訝，但聽到有人打架，且打到出人命，就會迸出「哇哩咧」的驚訝語氣。

## 語言歷史
從2002年到2004年間，哇哩咧一詞更加盛行，台灣的中小學生更是滿口「哇哩咧」。到2005年後，哇哩咧慢慢被更新穎的流行語言取代，但是也變成普及的感嘆詞，大人小孩都知道哇哩咧一詞的意義。一直到2005年至2020年，哇哩咧已經是台灣大人小孩普遍知道的驚嘆說法，並被廣泛地運用在日常生活中。

## 注
1. ↑  台語劇對吞吞吐吐一直說:[我..我.我...]的人 會應其:["我你咧"按怎？毋就緊講]！  「哇哩咧」是「我你咧」白字。